# تریپوینت (آریزونا)
تریپوینت (به انگلیسی: Three Points) یک منطقهٔ مسکونی در ایالات متحده آمریکا است که در شهرستان پیما، آریزونا واقع شده‌است. تریپوینت ۱۲۰٫۲۲ کیلومتر مربع مساحت و ۴٬۸۶۵ نفر جمعیت دارد و ۷۷۵ متر بالاتر از سطح دریا واقع شده‌است.